# Tamworth FC
Tamworth FC är en engelsk fotbollsklubb i Tamworth, grundad 1933. Hemmamatcherna spelas på The Lamb Ground. Smeknamnet är The Lambs. Klubben spelar i Southern Football League Premier Division Central.

## Meriter
- FA Vase: 1988/89
- Southern Football League Premier Division: 2002/03
- Southern Football League Division One Midlands: 1996/97
- West Midlands League: 1963/64, 1965/66, 1971/72, 1987/88